# Canton d'Annecy-Nord-Ouest
Le canton d'Annecy Nord-Ouest est un ancien canton français, situé dans le département de la Haute-Savoie. Le chef-lieu de canton se trouvait à Annecy. Il disparait lors de la réforme territoriale de 2014 et les communes rejoignent en partie le nouveau canton d'Annecy-1.

## Géographie
Canton urbanisé (Annecy, Épagny, Metz-Tessy, Meythet), avec une périphérie résidentielle (La Balme-de-Sillingy, Lovagny, Poisy) et une importante zone rurale.
Au nord l'extrême sud-ouest du bassin genevois et la vallée des Usses, à l'est la montagne de la Mandallaz un petit massif de 8 km de long sur 3 à 4 km de large, avec une altitude de 500 à 900 m, au sud le bassin annécien.
- Accès :
  - RN 508 section Annecy - Bellegarde-sur-Valserine.
  - Autoroute A41, sortie « Annecy-nord ».
  - Gares : Annecy
  - Aéroport régional d'Annecy-Metz-Tessy et aéroport international de Genève-Cointrin (48 km).

## Composition
Le canton d'Annecy-Nord-Ouest regroupe les communes suivantes :
| Nom                  | Code Insee | Intercommunalité | Superficie (km2) | Population (dernière pop. légale) | Densité (hab./km2) |
| -------------------- | ---------- | ---------------- | ---------------- | --------------------------------- | ------------------ |
| Annecy               | 74010      | CA Grand Annecy  | 66,93            | 52 029 (2013)                     | 777                |
| La Balme-de-Sillingy | 74026      | CC Fier et Usses | 16,51            | 5 044 (2014)                      | 306                |
| Choisy               | 74076      | CC Fier et Usses | 16,57            | 1 553 (2014)                      | 94                 |
| Épagny               | 74112      | CA d'Annecy      | 6,77             | 4 118 (2013)                      | 608                |
| Lovagny              | 74152      | CC Fier et Usses | 5,55             | 1 225 (2014)                      | 221                |
| Mésigny              | 74179      | CC Fier et Usses | 6,73             | 687 (2014)                        | 102                |
| Metz-Tessy           | 74181      | CA d'Annecy      | 5,29             | 3 051 (2013)                      | 577                |
| Meythet              | 74182      | CA d'Annecy      | 3,24             | 8 325 (2014)                      | 2 569              |
| Nonglard             | 74202      | CC Fier et Usses | 4,12             | 572 (2014)                        | 139                |
| Poisy                | 74213      | CA Grand Annecy  | 11,33            | 7 368 (2014)                      | 650                |
| Sallenôves           | 74257      | CC Fier et Usses | 3,64             | 620 (2014)                        | 170                |
| Sillingy             | 74272      | CC Fier et Usses | 14,84            | 5 037 (2014)                      | 339                |

## Élections

### Cantonales 20041ertour
Tableau des partis ayant recueilli plus de 3 % des suffrages exprimés.
| Inscrits    | 28 101 |         |  |
| Votants     | 17 294 | 61,59 % |  |
| Exprimés    | 16 536 | 95,67 % |  |
| PS          | 4 640  | 28,03 % |  |
| UMP         | 3 480  | 21,01 % |  |
| FN          | 2 555  | 15,45 % |  |
| UDF sortant | 2 493  | 15,06 % |  |
| Verts       | 1 998  | 12,19 % |  |

## Représentation
| Période                                  | Période      | Identité          | Étiquette          | Qualité                                        |
| ---------------------------------------- | ------------ | ----------------- | ------------------ | ---------------------------------------------- |
| 1973                                     | 1979 (décès) | Jean Chamey       | CD puis UDF-CDS    | Maire de Meythet (1944-1977)                   |
| 1979                                     | 2004         | Alain Veyret      | UDF-CDS            | Journaliste, directeur du Républicain Savoyard |
| 2004                                     | 2015         | Christian Jeantet | PS (exclu en 2012) | Adjoint au Maire de Meythet                    |
| Les données manquantes sont à compléter. |              |                   |                    |                                                |

## Démographie
| 1975 | 1982 | 1990   | 1999   | 2006   | 2011   | 2012   |
| ---- | ---- | ------ | ------ | ------ | ------ | ------ |
| -    | -    | 38 477 | 44 164 | 47 834 | 51 565 | 51 859 |

## Économie
- Agriculture : élevage, fromage, forêts.
- Commerces : Grand Epagny (une des plus importantes ZAC de la région Rhône-Alpes), Annecy, Meythet.
- Industries : SNR, Salomon, PSB, Guinard
- Services : EDF, Crédit Mutuel, URSSAF, Sécurité Sociale
- De nombreuses personnes travaillent à Annecy ou à Genève (frontaliers).